# Stade Único Madre de Ciudades
Le stade Único Madre de Ciudades, souvent appelé stade Único est un stade de football inauguré en 2021 et situé à Santiago del Estero en Argentine.
Il accueille les matchs à domicile du club du Club Atlético Central Córdoba, évoluant en première division, et du CA Mitre.

## Histoire
La construction du stade commence en juin 2018 en prévision de la Copa América 2020 et éventuellement pour une candidature de l'Argentine pour la Coupe du Monde 2030. Finalement la Copa América 2020 s'est déroulée en 2021 au Brésil à cause de la pandémie de Covid-19.
Le stade dont le nom rend hommage à la ville de Santiago del Estero, fondée en 1553 et appelée « mère des Villes », pour être la plus ancienne ville d'Argentine, a été inauguré le 4 mars 2021 avec la finale de la Supercoupe d'Argentine entre River Plate et le Racing Club.
Le stade entièrement cylindrique propose 30 000 places assises et couvertes, il est le plus moderne d'Argentine.